# Henri-François de Montecler
Henri-François de Montecler, né le 19 octobre 1724 à Saint-Christophe-du-Luat, mort en 1774 au Château de la Lande de Niafles, capitaine dans le régiment de Bauffremont Dragons, puis en 1763 colonel d'un régiment de Dragons de son nom, militaire français.

## Biographie

### Origines et famille
Henri-François de Montecler descend de la famille de Montecler, une famille de la noblesse angevine, originaire du diocèse de Mans, propriétaire du château de Montecler depuis 1658. Sa devise était : Magnus inter pares'.
Il est le fils de Joseph François de Montecler, cinquième marquis de Montecler (1694-1766) et de Hyacinthe de Menon de Turbilly, marquise de la Rongère (morte le 1er mai 1742), fille de Francois Henri de Menon, comte de Turbilly et d'Henriette Antoinette de Quatrebarbes, marquise de la Rongère. Ses parents se marient en 1716. De ce mariage naissent cinq fils et deux filles : 
- Hyacinthe-François-Georges de Montecler, né le 7 mai 1719 à Châtres-la-Forêt et mort le 5 octobre 1764 à Saint-Sulpice (Mayenne), maréchal de camp et chevalier de Saint-Louis ;
- Joseph-François Georges de Montecler, né le 2 novembre 1723, dit l'« abbé de Montecler », Grand vicaire d'Angers ;
- Henri-François de Monteclerc ;
- Louis-Augustin de Montecler ;
- Charlotte Hyacinthe Claudine Josèphe de Montecler, née le 9 septembre 1728 à Saint-Christophe-du-Luat, mariée, en 1750, à Louis-André de Lantivy ;
- Charlotte Susanne de Montecler, née le 5 avril 1730 ;
- Jean-Gaspard de Montecler, né en mars 1733, dit l'« abbé de la Rongère »

### Carrière
En 1744, il est présenté dans l'ordre de Saint-Jean de Jérusalem le 16 décembre mais il préfèrera faire profession dans les armées du Roi. Brigadier des armées du Roi, il est colonel d'un régiment de dragons du nom de Montecler, qui deviendra le Régiment des dragons de Monsieur. Le comte de Provence, depuis Louis XVIII assiste, en 1774, à une revue de ce régiment, et  manifesta le désir de le posséder. Dès lors ce régiment prit le nom de Régiment des dragons de Monsieur.

## Référencement

### Sources
- Louis de La Roque, Catalogue des Chevaliers de Malte appelés successivement Chevaliers de l'ordre militaire et hospitaliers de saint-Jean de Jérusalem, de Rhodes et de Malte, Paris, Alp. Desaide, 1891
- Louis Marie Henri Guiller, Recherches sur Changé-les-Laval, tome 1, - .
- M d'Ozouville, Notice sur la famille, et le château de Montecler. Mémorial de la Mayenne, volume 2.
- Nicolas Viton de Saint-Allais, L'ordre de Malte, ses grands maîtres et ses chevaliers, Paris, Delaunay, 1839
- Société historique et archéologique du Maine, Revue historique et archéologique du Maine . G. Fleury & A. Dangin (Mamers). 1910. p. 93.